# Jesús Rueda
Jesús Rueda Ambrosio  (ur. 19 lutego 1987 w Corte de Peleas) – hiszpański piłkarz występujący na pozycji obrońcy. Od lipca 2019 jest zawodnikiem hiszpańskiego zespołu Extremadura UD.